# Rubén Medina
Rubén Medina (México, 1955) es poeta, traductor, académico, y uno de los fundadores del movimiento infrarrealista. Vive desde mediados de 1978 en los Estados Unidos, y desde 1991 es profesor en la Universidad de Wisconsin-Madison.

## Biografía
Rubén Medina nació en México, D.F., y creció durante los años cincuenta, sesenta y setenta, que fueron décadas de grandes cambios en la sociedad, la cultura y la política en México y en el mundo. Desde adolescente se interesó por la poesía, la música rock, la organización política y los procesos de ruptura en el arte y la literatura. Sus años en la preparatoria # 8 (Mixcoac) se caracterizan por sus actividades relacionadas con estos intereses. A principios de 1975 conoce al poeta Mario Santiago Papasquiaro en un taller de poesía, a donde también asistía Claudia Kerik. Pronto esa amistad con Santiago se extiende a un grupo mayor de poetas mexicanos y latinoamericanos (Roberto Bolaño, Bruno Montané Krebs, José Peguero, Mara Larrosa, Cuauhtémoc Méndez, Guadalupe Ochoa), y a finales de 1975 participa en la fundación del infrarrealismo con todos ellos. 
En 1977 editó la revista Correspondencia Infra, junto con José Peguero, revista que incluye el primer manifiesto del infrarrealismo escrito por Roberto Bolaño y el extenso poema de Mario Santiago Papasquiaro, “Consejos de 1 discípulo de Marx a un fanático de Heidegger”, además de poemas de otros miembros. En junio de 1978 se muda a La Jolla, California, con su compañera Jan Sternbach. Por esos años desempeña varios trabajos como impresor, lavaplatos, albañil, jardinero. Y también algunos poetas chicanos lo invitan a participar en sus recitales y revistas, y pronto se integra plenamente a su vida cultural. Abraza el complejo proceso de hibridez que conlleva la migración. Durante los primeros años de los ochenta participó en la creación de Twin Cities Cultural Workers Association, en Minneapolis y colaboró en varias revistas del país: Maize (San Diego), Cultural Worker (Minneapolis), La Línea Quebrada / The Broken Line (Tijuana-San Diego), El Tecolote (San Francisco), y algunas otras. Durante 1982-1984 toma cursos de maestría en el departamento de español y portugués de la Universidad de Minnesota-Minneapolis, y entre 1984-1990 realiza el doctorado en letras hispánicas en la Universidad de California, San Diego, donde escribe una tesis sobre Octavio Paz. Durante esos años sigue igualmente escribiendo poesía, haciendo traducciones de poesía nuyorican, afroamericana, chicana y de los nativo-americanos al español, y se mantiene políticamente activo en el área del sur de California. En 1981 recibe el National Endownment for the Arts, un año anterior el primer lugar en el sexto concurso de poesía chicana (organizado por el departamento de español y portugués de la Universidad de California-Irvine), y en 1984 recibe el segundo lugar en el concurso de Casa de las Américas (Cuba). 
En poesía ha publicado: Báilame este viento, Mariana (UC-Irvine, 1980), Amor de lejos... Fools’ Love (Houston, Arte Público Press, 1986, edición bilingüe), y Nomadic Nation/Nación nómada (Rosita Cartonera, Madison, La Ratona Cartonera, Cuernavaca, 2010). 
Respecto de Amor de lejos… Analisa DeGrave ha escrito lo siguiente: 
"Amor de lejos is a bilingual work that focuses on Mexico and the United States; the poems emerge from the pain of leaving one’s homeland, family, and friends and from searching from community in the new land. “Franklin Avenue celebrates the sense of community created in dilapidated apartments in Minneapolis, Minnesota, by those who live in the same poverty-stricken circumstances. In “Priamo” the poet addresses his relationship with his father by affirming his identity as a son and by inverting tradition father-son roles. The title poem of this collection—which discusses the tolerance, difference, and immigration in the United States—exemplifies Medina’s clever use of language by quoting “Amor de lejos, amor de pendejos” (Love from a distance, fools’ love)". [Encyclopedia de Hispanic American Literature (2nd edition).]
Y de su siguiente poemario, indica De Grave: 
"Nomadic Nation/Nación Nómada addresses how Mexican communities living in United States inhabit a kind of “third country” that combined aspects of both Mexican and U.S. life. Nomadic Nation is organized into two sections, “Arriving” and “Leaving,” and includes poems written in English, Spanish, and Spanglish. Establishing the theme of movement in “Puntos Cardinales,” Medina set aside traditional directions to define his personal compass. The poet also used popular culture with humor and irony as evidenced by the poem “Pay Per View.” For Medina the intersections of Mexican and U.S. cultures creates a space that blurs political borders. In this regard, Medina’s work has much in common with Guillermo Gómez-Peña’s The New World Border: Prophecies, Poems and Loqueras for the End of the Century"(1996). [Encyclopedia de Hispanic American Literature (2nd edition).] 
Ha sido antologado en la revista Nomedites (Cuernavaca, Morelos, México, 2007), edición especial dedicada al Infrarrealismo, en Hora Zero: Los broches mayores del sonido (Lima, Fondo Ed. Cultura Peruana, 2009), antología preparada por el poeta peruano Tulio Mora, y en una docena de antologías de literatura latina en Estados Unidos y de varios países de habla castellana. 
En la investigación literaria y cultural ha publicado: Autor, autoridad y autorización: escritura y poética de Octavio Paz (México, El Colegio de México, 1998), Genealogías del presente y pasado. Literatura y cine meXicanos (Lima-Berkeley, Latinoamericana Editores). En colaboración con John Burns recientemente compiló y tradujo al español una extensa antología de poesía beat: Una tribu de salvajes improvisando a las puertas del infierno. Desde 1991 es profesor de literatura en la Universidad de Wisconsin-Madison.

## Elinfrarrealismo
El movimiento infrarrealista tuvo como guías romper con la cultura oficial y establecerse como vanguardia y alternativa a la poesía mexicana. Si bien se agruparon bajo el apelativo de infrarrealistas alrededor de quince poetas, Roberto Bolaño y Mario Santiago Papasquiaro fueron los exponentes estilísticamente más sólidos, destacando ambos por una poesía cotidiana, disonante y con varios elementos dadaístas, género que Santiago cultivó hasta el final de su vida pero que Bolaño fue abandonando poco a poco por la prosa, aunque él mismo nunca dejó de reconocerse a sí mismo como poeta.
Medina publicó recientemente una antología infrarrealista, Perros habitados por las voces del desierto. Poesía infrarrealista entre dos siglos (Aldvs, México, 2014) con el fin de subrayar la vigencia del infrarrrealismo, la idea que el movimiento no se limitó únicamente a los años de la segunda mitad de los setenta (1975-1978), y subrayar que no son una vanguardia sin obra, como aparecen representado el movimiento en la novela Los detectives salvajes (1998) de Roberto Bolaño. La antología de Medina también ofrece un enfoque teórico del infrarrealismo, de su entorno cultural y literario, y de su trayectoria durante cuatro décadas dentro y fuera de México.

## Obra
Poesía
- Báilame este viento, Mariana, UC-Irvine, 1980)
- Amor de lejos... Fools' Love (Arte Público Press, Houston, 1986)
- Nación Nómada/Nomadic Nation (Rosalita Cartonera-La Ratona Cartonera, Madison/Cuernavaca, 2010)

Ensayo
- Autor, autoridad y autorización: escritura y poética de Octavio Paz (El Colegio de México, México, 1998)
- Genealogías del presente y pasado. Literatura y cine meXicanos (Lima-Berkeley, Latinoamericana Editores, 2011)

Traducción
- Una tribu de salvajes improvisando a las puertas del infierno en colaboración con John Burns (Aldvs, México, 2012)

Edición
- Perros habitados por las voces del desierto. Poesía infrarrealista entre dos siglos (Aldvs, México, 2014)